# Alfonso, greve av Caserta
Alfonso, greve av Caserta Alfonso Maria Giuseppe Alberto, född 28 mars 1841 död 26 maj 1934, var son till Ferdinand II av Bägge Sicilierna och Maria Theresa av Österrike-Teschen.
Gift sedan 1868 med sin kusin Antonietta av Bourbon-Bägge Sicilierna (1851-1938) , dotter till Francesco di Paola, hertig di Trapani (1827-1892) och hans maka Isabella, ärkehertiginna av Österrike, prinsessa av Toscana (1834-1901).

## Barn
- Ferdinand, hertig av Calabrien (1869-1960); gift 1897 med Marie av Bayern (1872-1954)
- Carlo av Bourbon-Bägge Sicilierna , infant av Spanien 1901 (1870-1949); gift 1:o 1901 i Madrid med Maria de las Mercedes, infanta av Spanien (1880-1904); gift 2:o 1907 med Louise av Bourbon-Orléans (1882-1958)
- Francesco di Paola (1873-1876)
- Maria Immaculata (1874-1947); gift 1906 med Johan Georg av Sachsen (1869-1938)
- Maria Christina (1877-1947); gift 1900 med Peter Ferdinand av Österrike, prins av Toscana (1874-1948)
- Marie (1878-1973); gift 1908 med Luiz av Orléans-Braganza (1878-1920)
- Maria Giuseppina (1880-1971)
- Ranieri, hertig av Castro (1883-1973); gift 1923 med grevinnan Karoline Zamoyska (1896-1968)
- Filippo (1885-1949); gift 1:o 1916 i Neuilly-sur-Seine (annullerat 1925) med Marie Louise av Bourbon-Orléans (1896-1973); gift 2:o 1927 med Odette Labori (1902-1968)
- Francesco d'Assisi (1888-1914)
- Gabriele (1897-1975); gift 1:o i Paris 1927 med furstinnan Malgorzata Czartoryski (1902-1929); gift 2:o i Krakow 1932 med prinsessan Cecilia Lubomirska (1907-2001)